# Lijst van lokale bestuurlijke gebieden van New South Wales

Overzicht van de LGA's

De Australische staat New South Wales bevat 152 Local Government Areas.

## A
Albury - 
Armidale Dumaresq - 
Ashfield - 
Auburn

## B
Ballina - 
Balranald - 
Bankstown - 
Bathurst - 
Bega Valley - 
Bellingen - 
Berrigan - 
Blacktown - 
Bland - 
Blayney - 
Blue Mountains - 
Bogan - 
Bombala - 
Boorowa - 
Botany Bay - 
Bourke - 
Brewarrina - 
Broken Hill - 
Burwood - 
Byron

## C
Cabonne - 
Camden - 
Campbelltown - 
Canada Bay - 
Canterbury - 
Carrathool - 
Central Darling - 
Cessnock - 
Clarence Valley - 
Cobar - 
Coffs Harbour - 
Conargo - 
Coolamon - 
Cooma-Monaro - 
Coonamble - 
Cootamundra - 
Corowa - 
Cowra

## D
Deniliquin - 
Dubbo - 
Dungog

## E
Eurobodalla

## F
Fairfield - 
Forbes

## G
Gilgandra - 
Glen Innes Severn - 
Gloucester - 
Gosford - 
Goulburn Mulwaree - 
Great Lakes - 
Greater Hume - 
Greater Taree - 
Griffith - 
Gundagai - 
Gunnedah - 
Guyra - 
Gwydir

## H
Harden - 
Hawkesbury - 
Hay - 
The Hills - 
Holroyd - 
Hornsby - 
Hunter's Hill - 
Hurstville

## I
Inverell

## J
Jerilderie - 
Junee

## K
Kempsey - 
Kiama - 
Kogarah - 
Ku-ring-gai - 
Kyogle

## L
Lachlan - 
Lake Macquarie - 
Lane Cove - 
Leeton - 
Leichhardt - 
Lismore - 
Lithgow - 
Liverpool - 
Liverpool Plains - 
Lockhart

## M
Maitland - 
Manly - 
Marrickville - 
Mid-Western - 
Moree Plains - 
Mosman - 
Murray - 
Murrumbidgee - 
Muswellbrook

## N
Nambucca - 
Narrabri - 
Narrandera - 
Narromine - 
Newcastle - 
North Sydney

## O
Oberon - 
Orange

## P
Palerang - 
Parkes - 
Parramatta - 
Penrith - 
Pittwater - 
Port Macquarie-Hastings - 
Port Stephens

## Q
Queanbeyan

## R
Randwick - 
Richmond Valley - 
Rockdale - 
Ryde

## S
Shellharbour - 
Shoalhaven - 
Singleton - 
Snowy River - 
Strathfield - 
Sutherland - 
Sydney

## T
Tamworth - 
Temora - 
Tenterfield - 
Tumbarumba - 
Tumut - 
Tweed

## U
Upper Hunter - 
Upper Lachlan - 
Uralla - 
Urana

## W
Wagga Wagga - 
Wakool - 
Walcha - 
Walgett - 
Warren - 
Warringah - 
Warrumbungle - 
Waverley - 
Weddin - 
Wellington - 
Wentworth - 
Willoughby - 
Wingecarribee - 
Wollondilly - 
Wollongong - 
Woollahra - 
Wyong

## Y
Yass Valley - 
Young